# Caffè macchiato
Pour les articles homonymes, voir Macchiato.

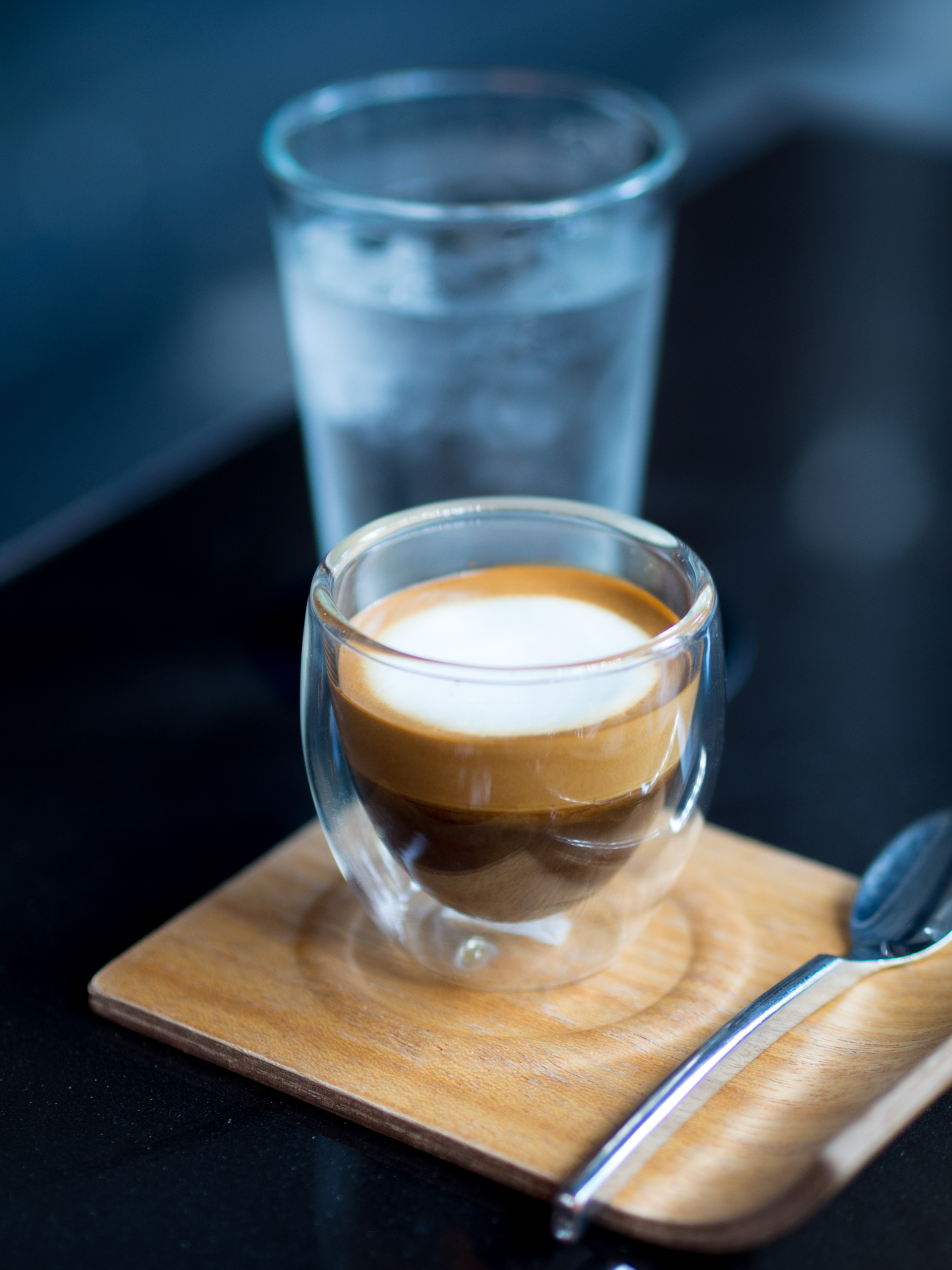
Un caffè macchiato.

Un caffè macchiato (prononcé : [kafˈfɛ makˈkjaːto], café tacheté en italien), appelé également espresso macchiato, est un café expresso surmonté d'une noisette de mousse de lait, à l'instar d'un café noisette. 
Il s'agit d'un expresso sur lequel on dépose une noisette de mousse de lait chaud fouetté au milieu. Celle-ci repose sur le café du fait de la non-miscibilité (au moins sur le temps court) de l'eau et de la mousse de lait. Le tout est servi dans une tasse pour expresso ou fréquemment dans un verre (de préférence préchauffé), de façon que la couleur du café sous la couche de mousse et l'épaisseur de celle-ci soient visibles, ou alors autour de la noisette de lait[Quoi ?]. Le café doit son nom à son apparence tachetée : macchiato signifie littéralement « tacheté » ou « moucheté », puisque vu de dessus, le café noir a une tache blanche de mousse de lait en son centre.
Bien que les ingrédients (café, eau et lait) soient pratiquement les mêmes, le macchiato a un goût totalement différent du cappuccino, il est plus laiteux, consistant et fort.

## Culture populaire
La boisson est mise à l'honneur lors du concours Eurovision de la chanson 2025 avec le titre humoristique Espresso Macchiato, porté par l'Estonie et son artiste Tommy Cash, qui finira d'ailleurs 3ème du concours.